# تپه تپه علیا
تپه تپه علیا مربوط به سده‌های میانه دوران‌های تاریخی پس از اسلام است و در شهرستان مراغه، بخش مرکزی، دهستان قره ناز، ۳۰۰ متری روستای سرج واقع شده و این اثر در تاریخ ۱۸ اسفند ۱۳۸۷ با شمارهٔ ثبت ۲۵۲۲۶ به‌عنوان یکی از آثار ملی ایران به ثبت رسیده است.